# شهاب منجمد
شهاب منجمد (نام علمی: Dodecatheon austrofrigidum) نام یک گونه از تیره پامچالیان است.